# Örkelljunga kyrka
Örkelljunga kyrka är en kyrkobyggnad i Örkelljunga. Den tillhör Örkelljunga församling i Lunds stift.

## Kyrkobyggnaden
Kyrkan uppfördes troligtvis i början av 1300-talet. Bygdens befolkning hade då blivit så talrik, att den förmådde bygga en egen sockenkyrka. Efter romanskt mönster murades kyrkan av gråsten med långhus, kor och absid, samt försågs med tegelslagna valv. Under senmedeltiden byggdes förmodligen ett vapenhus till i långhusets södra ände. Av denna ursprungliga medeltidskyrka återstår nu endast murarna till koret.
Under 1600-talets slut var kyrkan för liten så man förlängde kyrkan åt väster med ett tillbygge i trä. Samtidigt revs den tidigare västgaveln. 1782 ersattes trätillbygget med ett tillbygge av sten. Ovanpå detta uppfördes ett trätorn klätt med spån. I samband med detta revs klockstapeln.
Under 1800-talet hade befolkningen vuxit ytterligare så kyrkan måste utvidgas igen. 1804-05 tillkom det norra tvärskeppet varvid tegelvalven i långhuset raserades. 1846 tillkom det södra tvärskeppet. Kyrkan blev då korsformad.
Kyrkans absid revs 1817, men återuppbyggdes 1955 för att nu tjäna som sakristia. Vid återuppbyggnaden frilade man fragment av kalkmålningar på absidens triumfbåge. Absiden försågs också med fönster i öster och en särskild ingång, vilket inte fanns på den medeltida absiden. Från kyrkorummet kommer man in till absiden/sakristian via en dörr bakom altaruppsatsen.

## Inventarier
- Kyrkans mest värdefulla klenod är "Brahekalken" i förgyllt silver från senare delen av 1300-talet. Den skänktes av Torkil Brahe från Herrevadskloster. 1986 genomgick kalken en renovering hos Riksantikvarieämbetet. Det är troligtvis en av de äldsta nattvardskalkar i Sverige som fortfarande används.
- Altaruppsatsen från 1709 är utförd av Adam Stegen, Lund.
- Altartavlan från 1929 är ett av Pär Siegårds tidigaste verk. Den har motiv från Getsemane.
- Predikstolen, som tillkom vid restaureringen 1966, är ritad av arkitekten Ingvar Eknor och tillverkad av snickaren Gert Lind. Den är försedd med fyra bibliska scener av konstnären David Ralson. I baldakinens tak, som är från äldre datum, kan man se tetragrammet JHWH.
- Dopfunten i sandsten med ornering i liljeform är från medeltiden. Dopfatet i mässing är troligen från 1600-talet.
- I kyrkans absid/sakristia finns ett medeltida stenaltare.
- Av kyrkklockorna är den ena medeltida, den andra från 1954 är gjuten av Ohlssons klockgjuteri i Ystad. Enligt en lokal sägnen ligger kyrkans äldsta klocka på bottnen av den intilliggande Prästsjön. Vilket är upphovet till "Sägnen om Örkelljunga kyrkklocka". Den klockan är avbildad på Örkelljunga kommuns vapen.

### Orgel
- 1849 byggde Johan Nikolaus Söderling, Göteborg en orgel med 12 stämmor.
- 1915 byggde Eskil Lundén, Göteborg en orgel med 15 stämmor.
- 1957 byggde Wilhelm Hemmersam, Köpenhamn en orgel med 22 stämmor.
- Den nuvarande orgeln byggdes 1976 av Olof Hammarberg, Göteborg och är mekanisk. Fasaden till orgeln är ny.

| Huvudverk I    | Svällverk II      | Pedal       | Koppel |
| Principal 8'   | Gedakt 8´         | Subbas 16´  | I/P    |
| Rörflöjt 8'    | Fugara 8'         | Borduna 8'  | II/P   |
| Oktava 4'      | Tvärflöjt 4'      | Flöjtbas 4' | II/I   |
| Koppelflöjt 4' | Principal 2'      | Fagott 16'  |        |
| Kvinta 2 2/3'  | Sesquialtera II   | Skalmeja 4' |        |
| Oktavflöjt 2'  | Scharf III        |             |        |
| Mixtur IV      | Oboe 8'           |             |        |
| Trumpet 8'     | Tremulant         |             |        |
|                | Crescendosvällare |             |        |

## Galleri

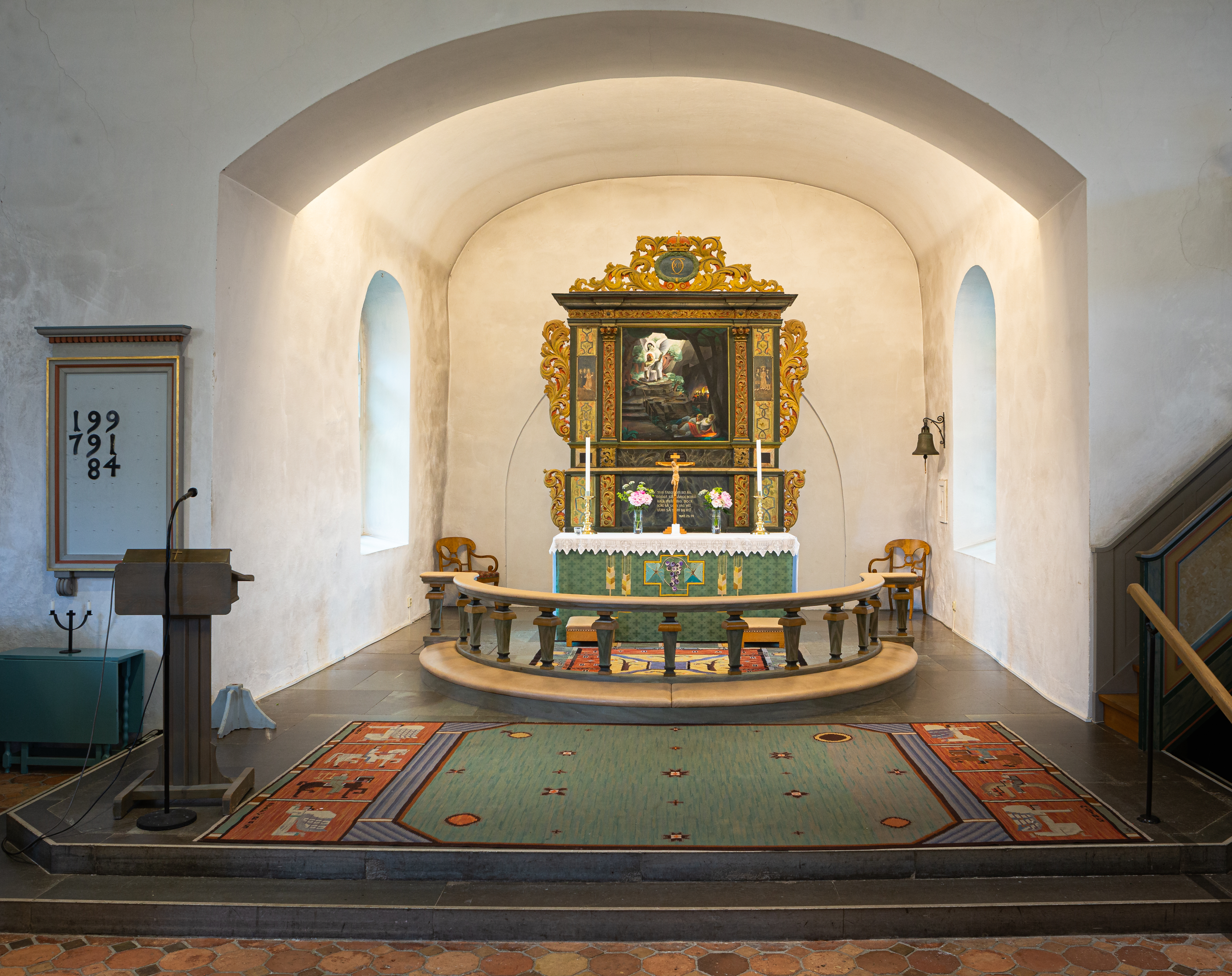
Koret
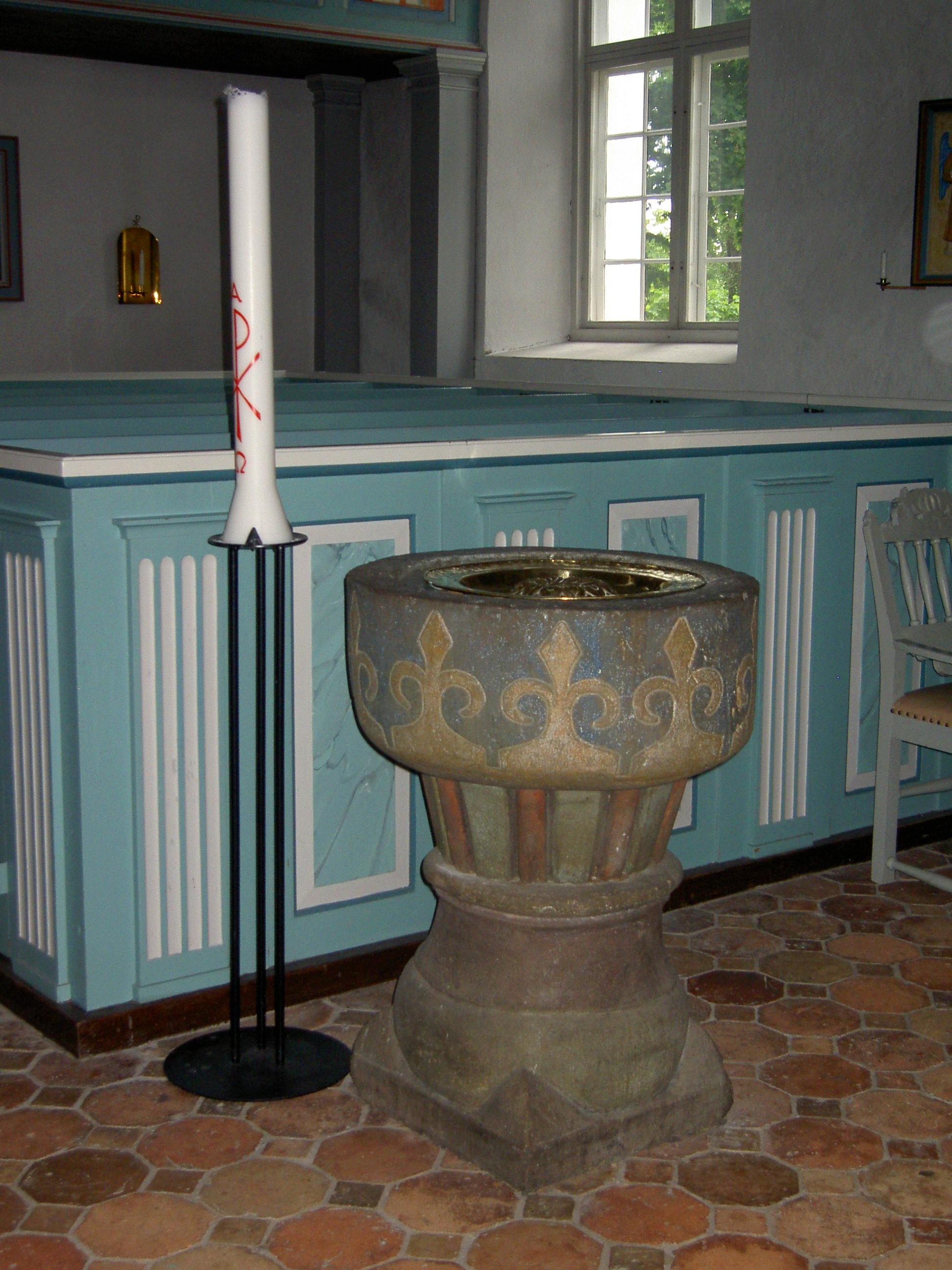
Dopfunt
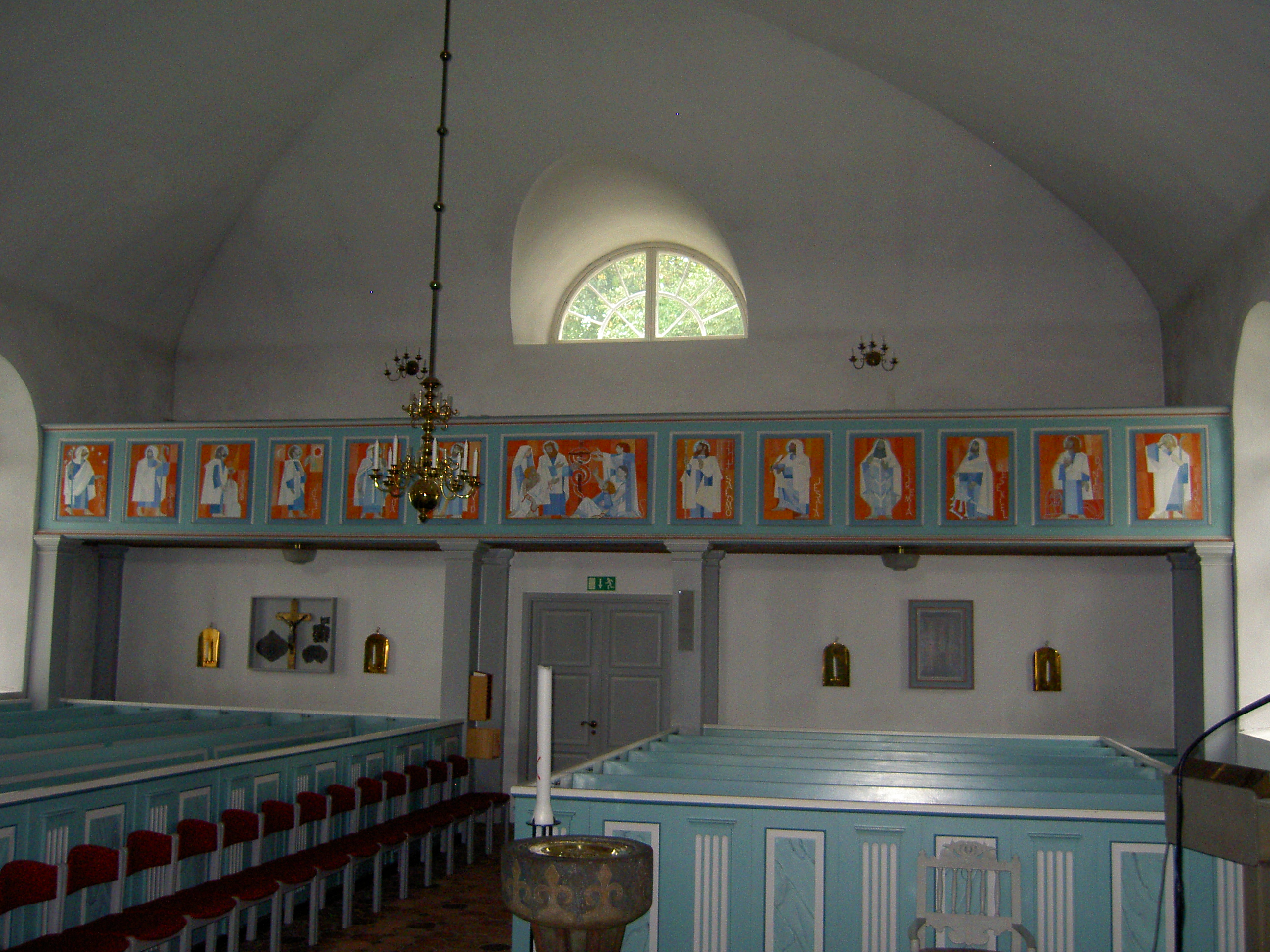
Norra tvärskeppet
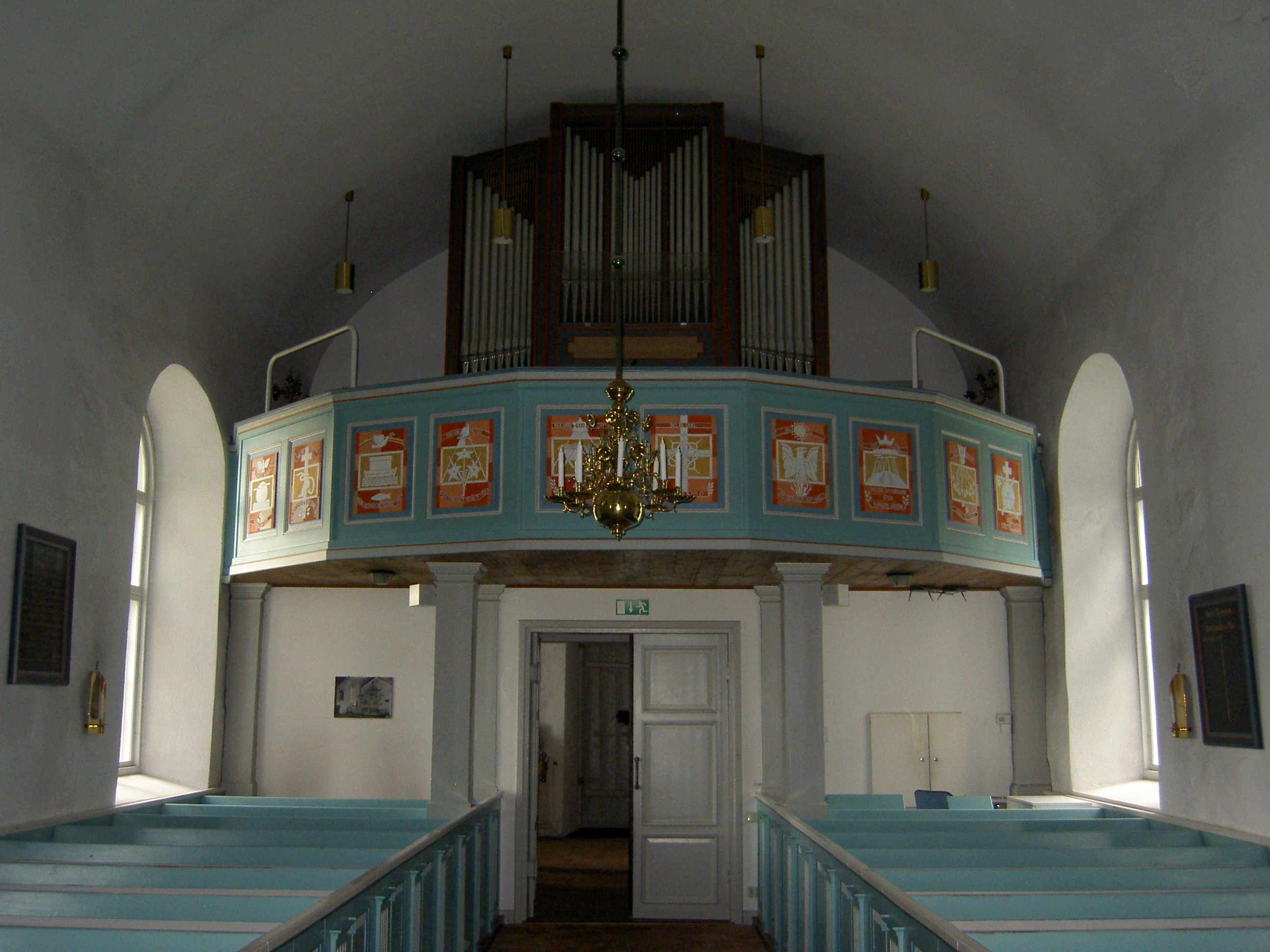
Entré och orgel
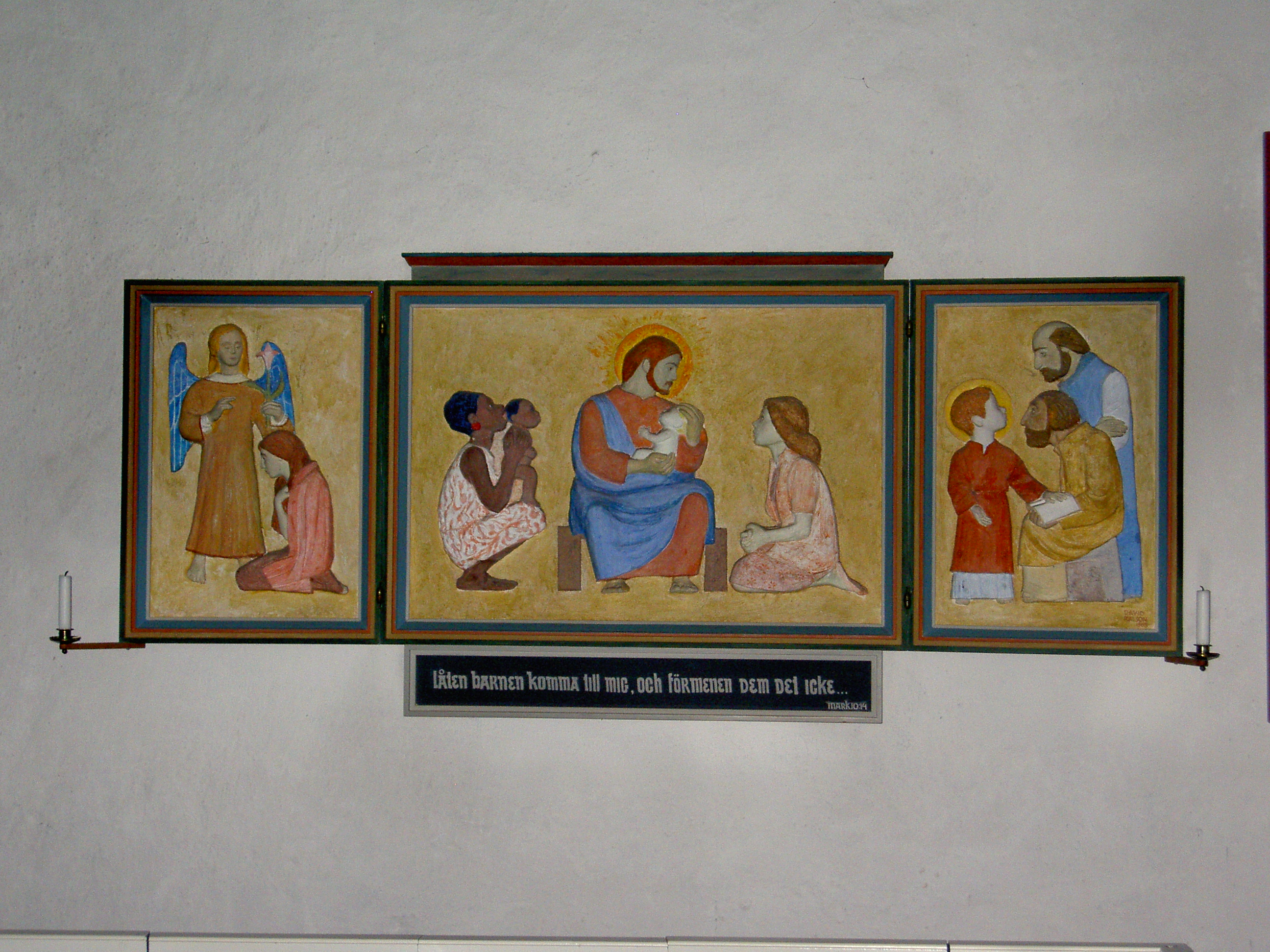
"Jesus välsignar barnen", triptyk